# Narcine entemedor
Raie électrique géante, Torpille géante
Espèce
Répartition géographique
Statut de conservation UICN

 VU A2bd : Vulnérable
La Raie électrique géante ou Torpille géante, Narcine entemedor, fait partie de la famille des Narcinidae. Elle fut découverte en 1895 par Jordan et Starks. L’espèce mesure 93 cm de long maximum pour une moyenne de 75 cm.
Cette espèce vit dans l’océan Pacifique Est le long des côtes de l’Amérique centrale, du nord du Mexique jusqu’au sud de l’Équateur. Cette raie fréquente les faibles profondeurs mais peut être observée jusqu’à une profondeur de 100 mètres. Sa face dorsale est brun olive à brun violacé foncé et sa face ventrale est blanc-crème.
La diminution de ses populations est directement liée à la mauvaise gestion de la pêche dans son aire de répartition. De ce fait, elle est catégorisée comme espèce « Vulnérable » (VU) par l’UICN.

## Description

### Caractéristiques principales
Narcine entemedor peut atteindre une taille de 93 cm de long au maximum pour une moyenne de 75 cm. Les jeunes naissent quant à eux avec une taille de 11 cm de long. Les femelles ont une espérance de vie plus longue que les mâles, atteignant 15 ans maximum contre 11 ans pour les mâles,.

### Morphologie et anatomie
Cette espèce de raie électrique ressemble à l’espèce Narcine brasiliensis. La Torpille géante est cependant plus grande et a une forme plus ovale. Son disque est plus large avec une taille correspondant à environ deux-tiers de sa longueur. Son museau est angulaire à arrondi à l’avant. Son rideau nasal (occupant l'espace entre les narines juste au-dessus de la bouche) est court et large, recouvrant le bandeau dentaire supérieure.
Narcine entemedor possède des nageoires dorsales de taille similaire et très hautes, avec des sommets étroitement arrondis à aigus et des marges postérieures droites. Sa queue, quasi aussi longue que le disque, est robuste à la base.
La raie adulte présente une couleur jaunâtre, brun olive ou d’un brun violacé foncé sur sa face dorsale, alors que les jeunes, principalement présents au nord de l’aire de répartition, présentent 4-5 ocelles au centre de leur corps qui s’estompent généralement en tâches irrégulières voire disparaissent après avoir atteint l’âge adulte. La face ventrale des individus, tant jeunes qu’adultes, est de couleur blanc-crème.
Un cas d’albinisme partiel a été signalé dans la baie Almejas au Mexique.

## Comportement

### Alimentation
La Raie électrique géante est un prédateur intermédiaire qui se nourrit par succion et qui, de ce fait, a tendance à se spécialiser dans les proies qu’elle chasse. Son alimentation se constitue d’une grande variété de Polychaeta (Diopatra obliqua, Sipunculus nudus, …) mais également de poissons Anguilliformes (Apterichthus equatorialis). Il a été remarqué que les femelles adultes diversifient davantage leur alimentation que les mâles,.
Le régime alimentaire de la raie peut présenter des variations temporelles et spatiales significatives. Les préférences alimentaires ne sont cependant pas affectées par la profondeur à laquelle les organismes se distribuent. Son régime alimentaire peut également varier en fonction de la taille du groupes et de la taille des individus. Il a été remarqué que les individus de grande taille se nourrissent principalement de mollusques et de poissons.

### Reproduction
La maturité sexuelle chez la femelle est atteinte vers l’âge de 6 ans pour une taille de 65 cm de long au total. Chez le mâle, elle est atteinte vers l’âge de 4 ans pour 36 cm de long environ. Les femelles ont une espérance de vie plus longue que les mâles, atteignant 15 ans maximum contre 11 ans pour les mâles.
Comme la majorité des espèces du genre Narcine, Narcine entemedor est vivipare et les petits présentent une vésicule vitelline leur apportant les éléments nutritifs nécessaires à leur croissance. La Raie électrique géante n'a qu'une seule ovulation et un seul développement embryonnaire par an. La durée de la gestation active, c’est-à-dire la période de développement embryonnaire, a lieu de mai à aout, soit durant 3 mois. Pendant le développement embryonnaire, il y a un transfert de nourriture de la mère vers l’embryon. Puisque la gestation est de 10-12 mois, les embryons sont en diapause pendant une grande partie de l’année, entre 7 et 9 mois. Après 10-12 mois de gestation, la femelle donne naissance à des portées allant jusqu’à 15 jeunes. Le ratio des sexes des embryons est de un pour un. Malgré cela, il existe une ségrégation sexuelle au sein de l’espèce avec des femelles bien plus nombreuses que les mâles, surtout à la fin du printemps et au début de l’été,.
Pour avoir des jeunes, les femelles se reproduisent annuellement avec les mâles car leur glande nidamentale, lieu de fertilisation des ovocytes par les spermatozoïdes, est trop réduite pour permettre de les stocker pour une future fécondation. La fécondité des ovocytes dépend de la taille de la femelle.

## Répartition et habitat
L’espèce est originaire de l’Est de l’océan Pacifique, s’étendant du golfe de Californie au Mexique jusqu’au Nord du Pérou. Narcine entemedor est benthique sur les plateaux continentaux et les îles. Elle a une préférence pour un substrat sableux et se retrouve dans les eaux peu profondes jusqu’à 100 m de profondeur.

## Relation avec l'homme

### Menaces
L’espèce est péchée au Mexique pour la consommation locale. Seule une partie de la raie (le tronc et la queue) est consommée puisque le disque contient l’organe électrique et est de ce fait électrifié. La pêche dans le but de consommer l’espèce reste un cas particulier.
Narcine entemedor, étant benthique, elle fait surtout partie de prises accessoires dans la pêche industrielle au chalut de fond, au trémail et dans les filets maillants artisanaux. Au Guatemala notamment, Narcine entemedor représentait 15% des prises accessoires de batoïdes dans la pêche industrielle au chalut à crevettes entre 1996 et 1998, mais le taux de prise a décliné avec les années, avec un taux de 3,6% enregistré en 2006.
Cette raie est exposée à la pêche non réglementée dans toute son aire de répartition. En conséquence, elle voit ses effectifs à la baisse dans certaines zones. La diminution de sa population a été estimée entre 30 et 49 % au cours de ses trois dernières générations (31,5 ans). Pour cette raison, son statut est évalué comme étant vulnérable (catégorie A2bd) selon UICN. Une autre conséquence de la pêche est la diminution de la taille moyenne des effectifs de Narcine entemedor même si ses effectifs sont stables ou en augmentation dans la région concernée.
Malgré le manque d’études à ce sujet, on pourrait supposer que, comme Narcine brasiliensis, Narcine entemedor est également exposée aux métaux lourds se retrouvant dans le substrat vu leur méthode d’alimentation similaire.

### Mesures en faveur de l'espèce
Il n'existe aucune protection ou mesure de conservation spécifique à l'espèce Narcine entemedor. Cependant, des restrictions de pêche la concerne :
- une saison de fermeture pour la pêche ciblée des élasmobranches est d’application dans l’Océan Pacifique mexicain, du 1er mai au 31 juillet, l’agence responsable étant INAPESCA (acronyme en espagnol)
- une interdiction de la pêche au chalut à crevettes est d’application en Colombie, de janvier à mars.
- une interdiction de la pêche industrielle ciblée des requins et des raies est également d’application en Colombie, avec des limites de prises accessoires fixées. Cependant, la surveillance et le respect des règles doivent être renforcés.

À l’avenir, des mesures de gestion doivent être prises en faveur de l’espèce puisqu’elle est en régression et a un statut de « Vulnérable » (VU). Actuellement, l’espèce est présente dans la réserve marine des îles Ravillagigedo.